# Camptochaete angustata
Camptochaete angustata là một loài Rêu trong họ Lembophyllaceae. Loài này được (Mitt.) Reichardt mô tả khoa học đầu tiên năm 1870.